# Trachyarus corvinus
Trachyarus corvinus är en stekelart som beskrevs av Thomson 1891. Trachyarus corvinus ingår i släktet Trachyarus och familjen brokparasitsteklar. Arten är reproducerande i Sverige. Inga underarter finns listade i Catalogue of Life.